# Kuczerówka
Kuczerówka (ukr. Кучерівка, Kuczeriwka) – wieś na Ukrainie w rejonie lwowskim (wcześniej w rejonie przemyślańskim) obwodu lwowskiego.